# Lampona pusilla
Espèce
Lampona pusilla est une espèce d'araignées aranéomorphes de la famille des Lamponidae.

## Distribution
Cette espèce est endémique d'Australie. Elle se rencontre dans le Sud-Est du Queensland, dans l'Est de la Nouvelle-Galles du Sud, dans le Territoire de la capitale australienne et au Victoria.

## Description
Le mâle décrit par Platnick en 2000 mesure 5,2 mm et la femelle 6,5 mm.

## Publication originale
- L. Koch, 1873 : Die Arachniden Australiens. Nürnberg, vol. 1, p. 369-472 (texte intégral).